# Бронепоезда типа БП-43
Бронепоезда типа БП-43 — самые совершенные советские бронепоезда (бепо) Великой Отечественной войны. В 1942—1944 годах построен 21 бронепоезд типа БП-43.

## История
Опыт войны показал, что двухбашенные броневагоны непрактичны: во-первых излишне тяжелы (что создает перегрузку пути и затрудняет подъём площадки в случае схода с рельсов), во вторых при их повреждении поезд лишается половины артиллерии. В 1942 году на основании опыта постройки бронепоездов типа ОБ-3 с однобашенными бронеплощадками предложили взамен бронеплощадку типа ПЛ-43 (площадка лёгкая — сорок третьего года) — двухосную и с одной башней — фактически половину пушечной бронеплощадки бронепоезда За Сталина!, бронепоездов 31-го особого отдельного дивизиона бронепоездов — Козьмы Минина и Ильи Муромца и построенных в 1942 году бронепоездов Имени газеты Правда и Имени газеты Красная Звезда (заменили в 38-м отдельном дивизионе бронепоездов два потерянных в 1942 году бронепоезда типа ОБ-3, в том числе «Южноуральский железнодорожник»).

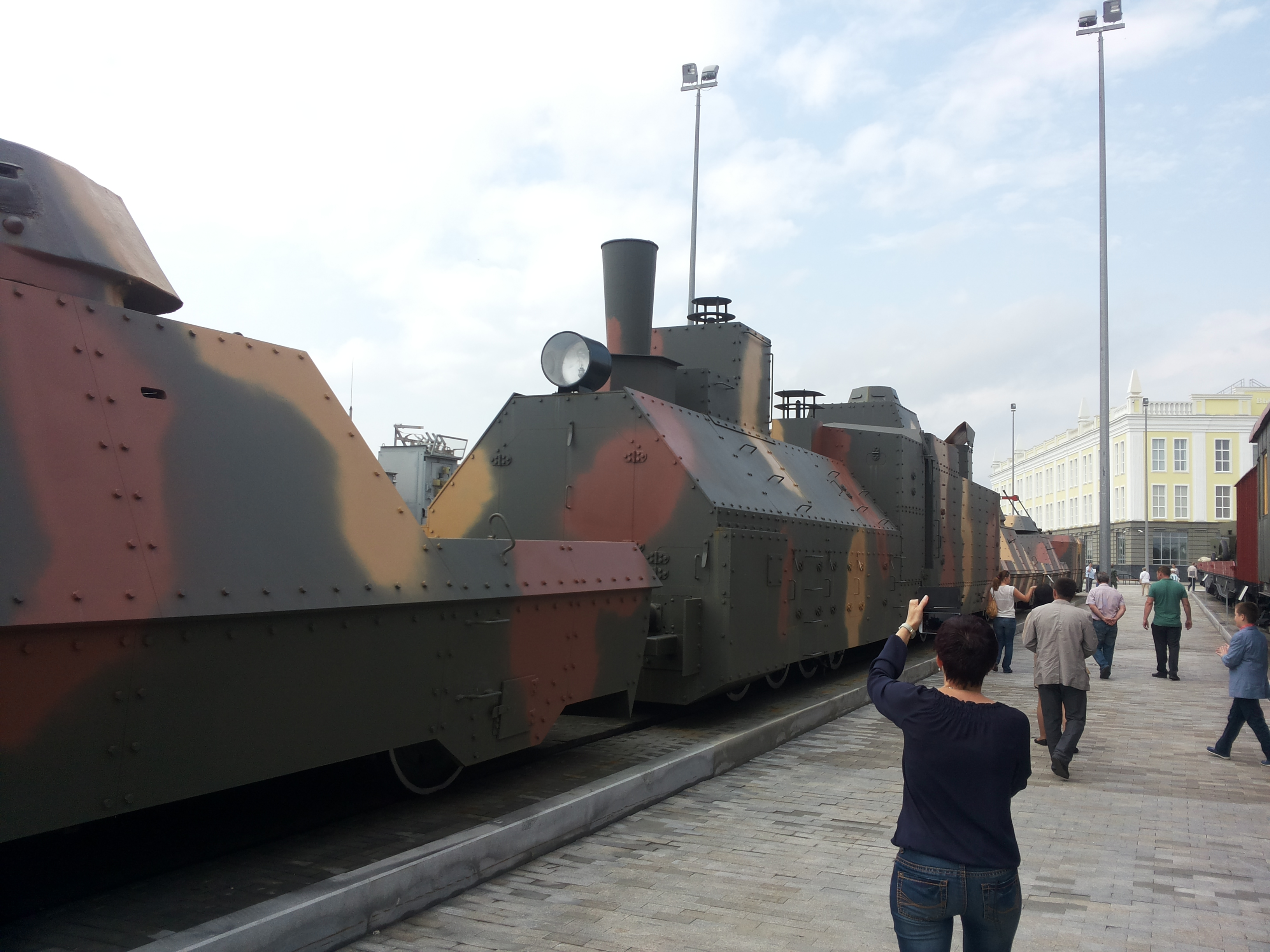
Бронепаровоз и 3 бронеплощадки, Музейный комплекс УГМК, г. Верхняя Пышма, Свердловская область

Бронепаровоз бронепоезда типа БП-43 разрабатывался на ремонтной базе № 6 с учетом конструкции бронепаровоза типа ПР-35, разработанного еще в 1930-х годах и бронепаровоза бронепоезда «За Сталина». Часть чертежей разрабатывали в Управлении военных сообщений. Бронепоезду присвоили наименование БП-43, как и типу бронепоездов. 
25 июля 1942 года по представлению управления военных сообщений вышло постановление государственного комитета обороны (ГКО) № 2095сс, которые предусматривало изготовление во втором полугодии 1942 года 20 бронепоездов, десяти баз дивизионов бронепоездов и 20 баз бронепоездов. Четырнадцать бронепоездов планировали построить на заводах наркомата путей сообщения (НКПС) и шесть — наркомата тяжёлого машиностроения (НКТМ).
Постановление предусматривало кооперацию заводов нескольких Наркоматов. Бронедетали должны были поставляить заводы народного комиссариата (наркомата) танковой промышленности. Паровозы для бронирования и вагоны для баз бронепоездов и дивизионов бронепоездов планировали использовать из наркомата путей сообщений.
Танковые башни бронеплощадок предполагали использовать от танков, ремонт которых был нецелесообразен. Пушки, пулемёты и оптические приборы выделяло Главное Артиллерийское Управление Красной армии.

### Изготовление бронепоездов типа БП-43 происходило на предприятиях

#### На заводах наркомата тяжёлого машиностроения
К строительству бронепоездов типа БП-43 привлекли два завода НКТМ: Коломенский (два бронепоезда, бронепаровозы и бронеплощадки) и «Стальмост» (зенитные бронеплощадки).

#### На заводах наркомата путей сообщения
К строительству бронепоездов типа БП-43 привлекли семь заводов (Чкаловский паровозоремонтный, Ташкентский паровозоремонтный, Красноярский паровозоремонтный, Уфимский паровозоремонтный, Тамбовский паровозоремонтный, Канашский вагоноремонтный, Ярославский паровозоремонтный, Вологодский паровозоремонтный; должны были построить восемнадцать бронепоездов и шесть зенитных бронеплощадок) и восемь вагонных участков станций Абдулино, Бузулук, Красноярск, Москва Ярославской железной дороги, Омск, Оренбург, Пермь, Ташкент, которые должны были построить десять баз дивизионов и двадцать баз бронепоездов.
Бронедетали для бронепоездов типа БП-43 должны были изготовить заводы наркомата танковой промышленности: «Уралмашзавод», № 112 и № 180 (бывший Саратовский паровозовагоноремонтный завод). Для контроля за изготовлением и приемки бронепоездов и баз дивизионов и бронепоездов в местатах строительства в августе 1942 года созданы группы военной приемки.
Но в 1942 году построили только два бронепоезда: один на Коломенском заводе и один на Чкаловском паровозоремонтном заводе. Главная причина срыва выполнения Постановления ГКО то, что заводы Наркомата танковой промышленности не успели изготовить бронедетали из-за напряжённых планов выпуска танков, а изготовление баз не было обеспечено необходимымм оборудованием.
ГКО не раз ставил перед Наркоматами вопрос о срыве плана производства бронепоездов БП-43. Наконец, 30 января 1943 года вышло Постановление ГКО № 2801сс о достройке в первом полугодии 1943 года восемнадцати бронепоездов, которые не закончили строить в 1942 году. Это постановление предусматривало поставку бронедеталей для бронепоездов не только заводами «Уралмашзавод», № 112 и 180, но и заводами № 176 и 177.
В 1943 году строительство бронепоездов типа БП-43 и баз закончено ко времени:
к 1 марта — два бронепоезда, пять баз дивизионов бронепоездов и десять баз бронепоездов,
к 1 мая — три и две базы дивизионов бронепоездов,
к 1 июня — три, четыре базы бронепоездов и одна база дивизиона бронепоездов,
к 1 июля — шесть и две базы бронепоездов,
к 1 августа — пять, одна база дивизиона бронепоездов и две базы бронепоездов,
к 1 ноября — один бронепоезд, одна база дивизиона бронепоездов и две базы бронепоездов.
Всего двадцать бронепоездов, десять баз дивизионов бронепоездов и 20 баз бронепоездов.
В начале 1944 года на предприятиях Ташкента построен еще один бронепоезд типа БП-43.
Итого, за время Великой Отечественной войны заводами СССР построен 21 бронепоезд типа БП-43.
К концу 1943 года заводы наркомата танковой промышленности изготовили 35 комплектов бронедеталей для бронепоездов БП-43 с расчетом продолжения их строительства. Но из-за малых потерь бронепоездов в 1943 году их изготовление прекращено, Оставшиеся бронедетали частично использовали для постройки бронепоездов НКВД.
В 2020 году к празднованию 75-летия Победы в Туле были изготовлены две действующие копии БП-43.

## Состав и устройство

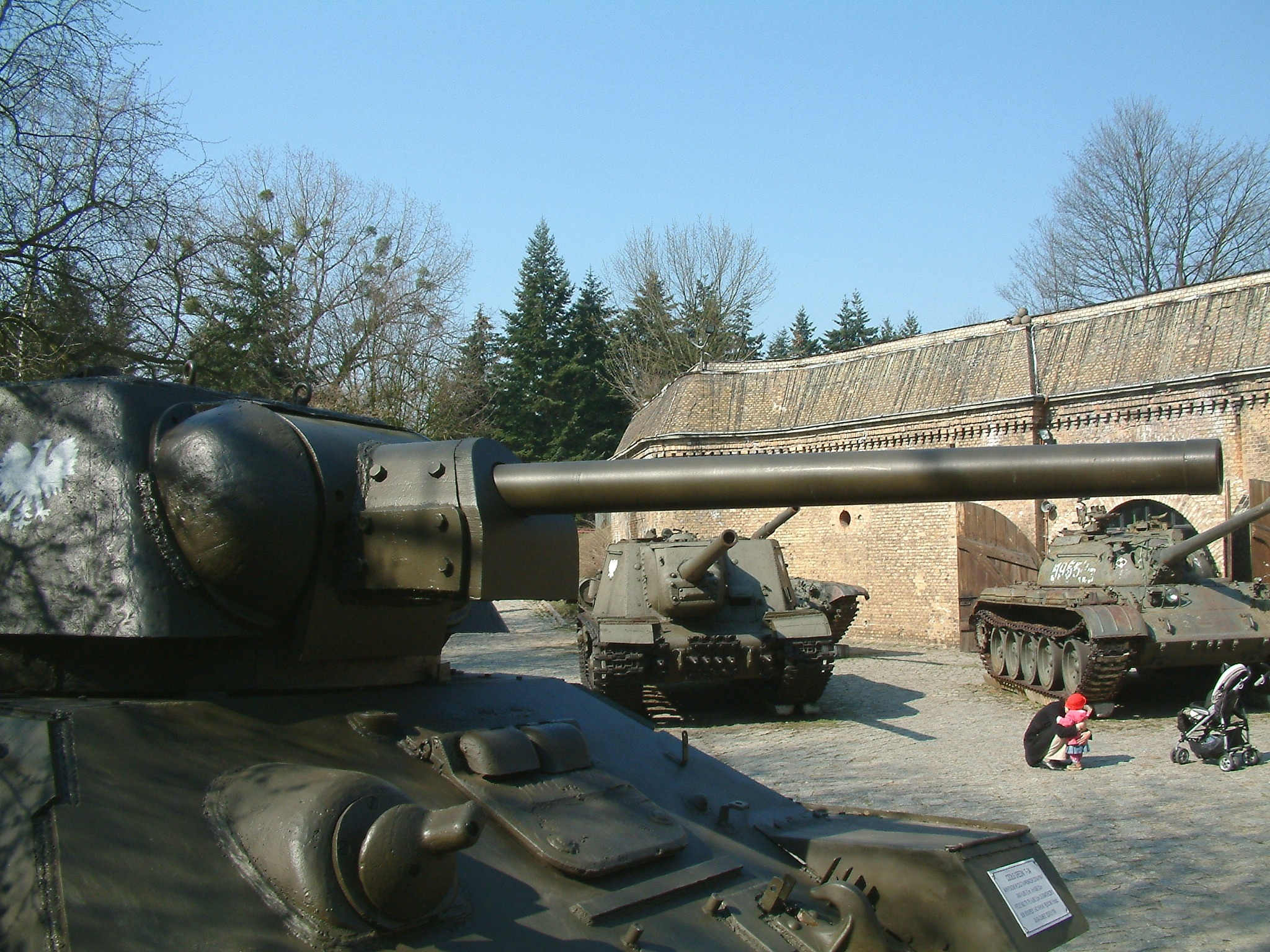
T-34 (вид сбоку), видны ствол пушки Ф-34, передняя часть башни и передняя верхняя часть корпуса

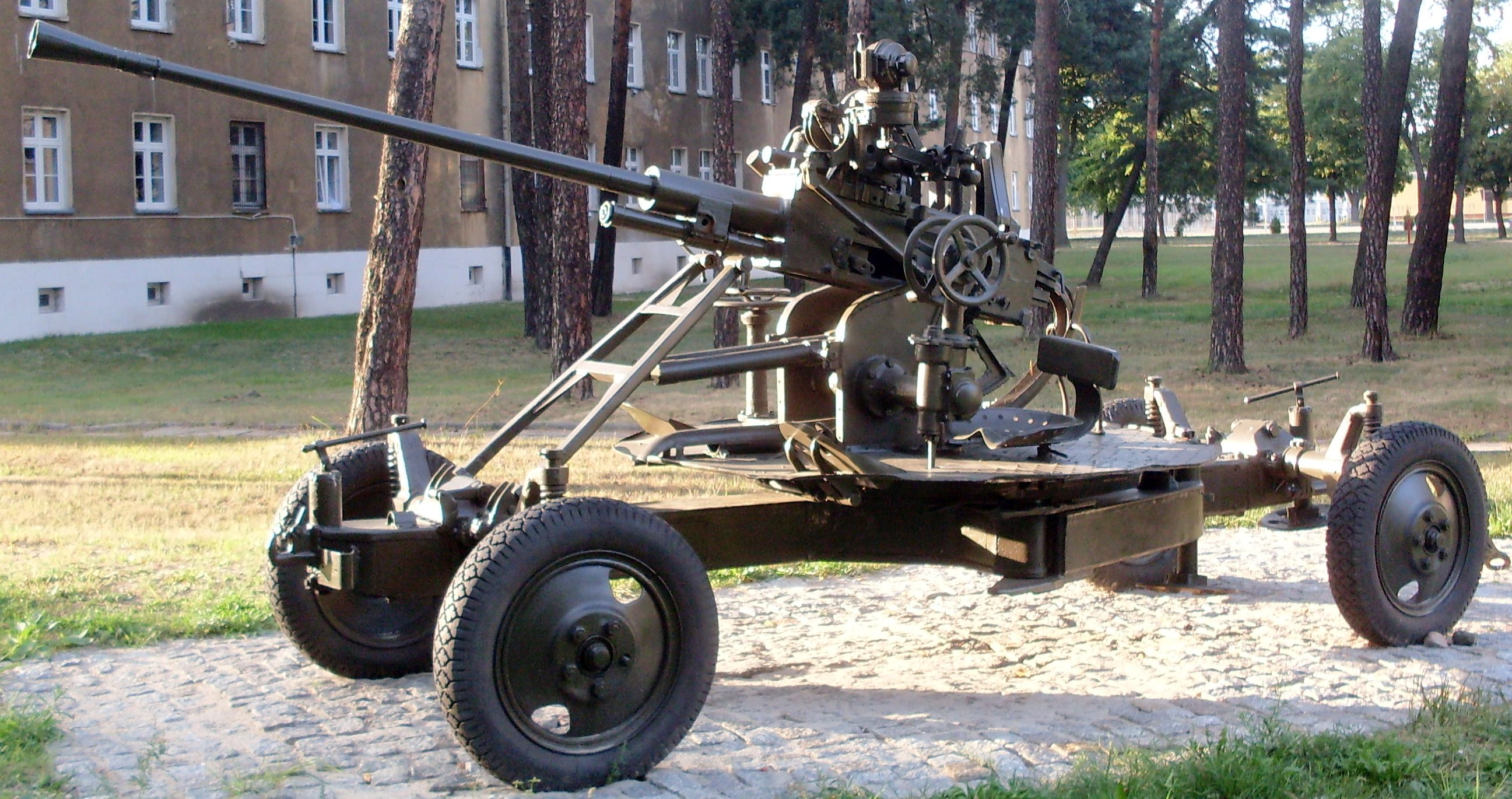
37-мм зенитная пушка 61-К. На бронепоездах без повозки

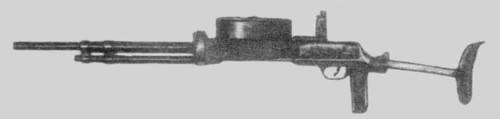
Пулемёт ДТ слева без шаровой установки

Бронепоезд БП-43 был из бронепаровоза ПР-43, четырех бронеплощадок ПЛ-43, одной зенитной бронеплощадки ПВО-4 и четырех контрольных платформ. Длина бронепоезда без контрольных платформ 70 метров, полная длина — 112 метров. Запас хода был таким же, как и у бронепоездов типа БП-35: «по воде» — 60-100 км, «по топливу» — 250–300 км. Такой же была и максимальная скорость 35 км/час.
Бронеплощадка ПЛ-43 делалась на основе 20-тонной двухосной платформы. Нагрузка на ось около 18 тонн, длина платформы по буферам 10,3 м. Бронелисты бортов носа и корм бронеплощадки толщиной 45 мм, крыши — 20 мм. В башне танка Т-34-76 с толщиной лобовых бортовых и кормовых стенок 45-52 мм, устанавливалась  76-мм танковая пушка Ф-34 и 7,62-мм танковый пулемёт ДТ. Еще два пулемёта ДТ установили по бортам бронеплощадки. Боекомплект на орудие 162 унитарных патрона. 7,62-мм патронов 4536 (72 диска).
Бронеплощадка ПВО-4 была вооружена двумя 37-мм автоматическими зенитными пушками образца 1939 года (61-К).
Общий боекомплект бронепоезда: 672 76-мм унитарных патронов, 200 37-мм унитарных патронов, 250 12,7-мм патронов (из них 100 в лентах), 18 144 7,62-мм патронов (288 дисков).

## Служба

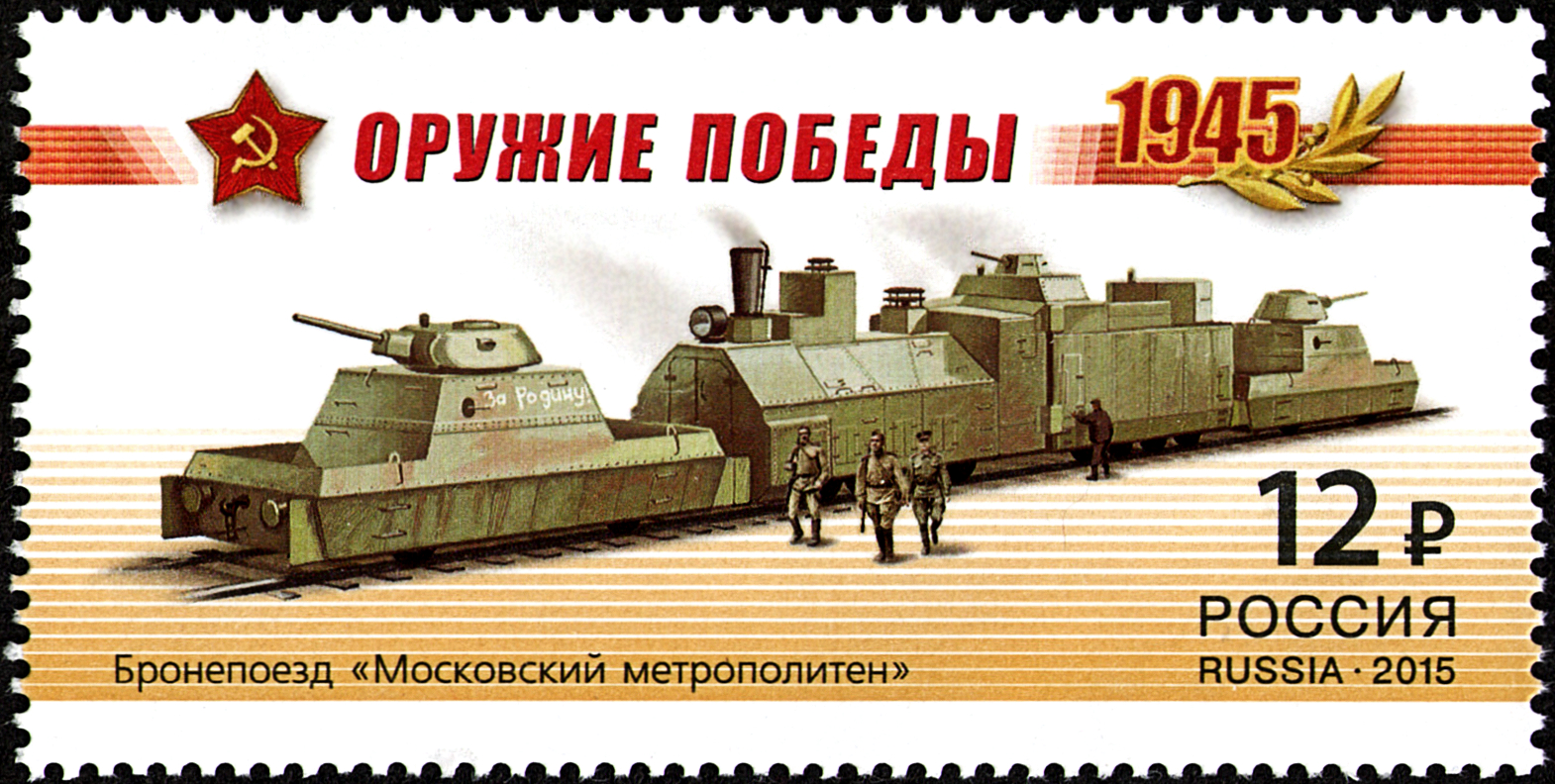
Бронепаровоз и 2 бронеплощадки на марке

Для бронепоездов типа БП-43 новых дивизионов бронепоездов не создавали, они входили в состав имеющихся дивизионов, убывающих с фронта для ремонта и перевооружения старых бронепоездов, поэтому некоторое время у ГАБТУ имелся избыток бронепоездов типа БП-43 в резерве, например в конце 1944 года шесть бепо типа БП-43 в резерве и как учебные в 1-м отдельном полку бронепоездов (учебном и запасном).
Первый бронепоезд типа БП-43, построенный на Чкаловском паровозоремонтном заводе, был сдан приемщикам в ноябре, а принят 60-м дивизионом бронепоездов 28 декабря 1942 года как бепо № 746. Этот бронепоезд построен на средства, собранные рабочими и служащими Московского метрополитена и назывался «Московский метрополитен».
В феврале 1943 года комиссия 61-го дивизиона бронепоездов направилась на Чкаловский паровозоремонтный завод для приемки бронепоезда типа БП-43, который окончательно приняли 21 февраля (бронепаровоз Ов, 4 бронеплощадки ПЛ-43, зенитная бронеплощадка). Этот бепо получил № 744. 30 марта 1943 года на Коломенском машиностроительном заводе комиссия 61-го дивизиона приняла еще один бепо типа БП-43, получивший № 760 (бронепаровоз Ок, 4 бронеплощадки ПЛ-43, зенитная бронеплощадка).
8 июня 1943 года в Москве 7-й дивизион бронепоездов получил бепо «Москва» (типа БП-43), построенный на средства работников окружной железной дороги в депо станции Ташкент.
В июне 1943 года в состав 56-го дивизиона вошли два бепо типа БП-43: № 750 (бронепаровоз ПР-43 Ов, 4 бронеплошадки ПЛ-43, зенитная бронеплощадка ПВО-4) и № 759 (бронепаровоз ПР-43 Ов, 4 бронеплошадки ПЛ-43, зенитная бронеплощадка ПВО-4).
13 октября 1943 года на вооружение 23-го дивизиона бронепоездов прибыл бепо № 620 (типа БП-43, построен на Чкаловском паровозоремонтном заводе в сентябре 1943 года, бронепаровоз Ов, бронеплощадки № 43-683, 43-684, 43-685, 43-686, зенитная бронеплощадка ПВО-4 № 43-629).
В декабре 1943 г. 6-й дивизион бронепоездов, входивший в 49-ю армию, сосредоточился на станции Рославль. Здесь дивизион находился до 25 мая 1944 года, после чего вошёл в 33-ю армию 2-го Белорусского фронта. К этому времени бепо № 662 также получил новую матчасть типа БП-43 (когда точно, установить не удалось).
6 мая 1944 года 58-й дивизион на станции Мирогоша Ковельской железной дороги взамен бепо N2 742 с устаревшими артсистемами, принял бепо № 608 «Омский мопровец» (типа БП-43), построенный на средства трудящихся мопровцев Омской области.
15 сентября 1944 года в Москве бронепоезд № 685 40-го дивизиона заменили на бронепоезд типа БП-43 № 602.
Весной 1945 года экипаж бронепоезда № 744 8-го дивизиона бронепоездов получил новую матчасть (бронеепоезд типа БП-43).
В 1943—1945 годах бронепоезда типа БП-43 использовались главным образом как средство контрбатарейной борьбы, для артиллерийской поддержки войск и для ПВО.

## Сохранившиеся экземпляры
- Музейный комплекс УГМК, г. Верхняя Пышма, Свердловская область [12]

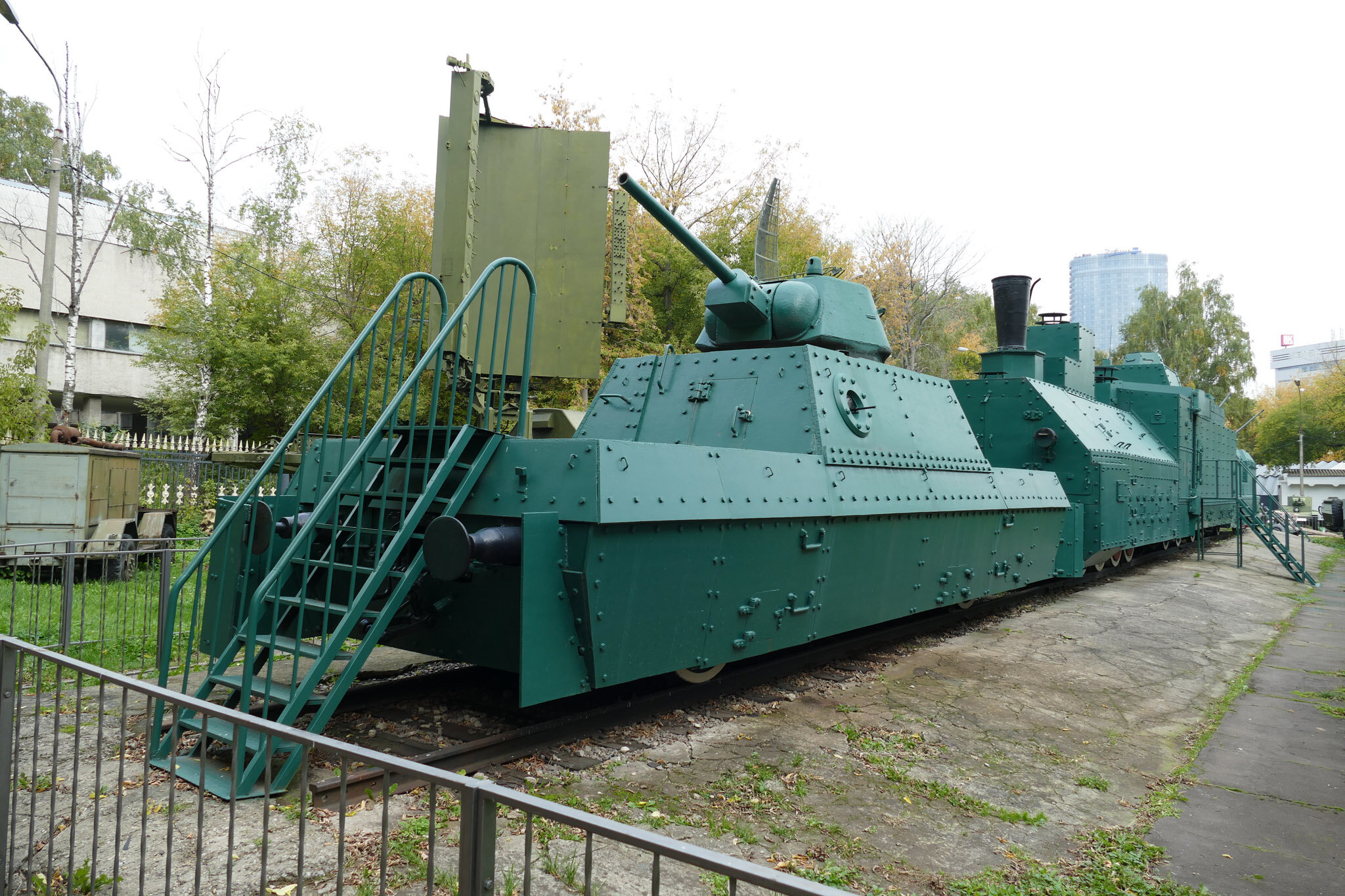
БП-43, ЦМВС

- БП-43, ЦМВСЦентральный музей Вооруженных сил, г. Москва

### Сноски
1. ↑  Сокращение утвeрдилось ещё со времён Гражданской войны в России, как лучше предающееся по телефону при шумах — выстрелах, взрывах и так далее